# Synallaxis macconnelli
Synallaxis macconnelli là một loài chim trong họ Furnariidae.